# 狙擊手

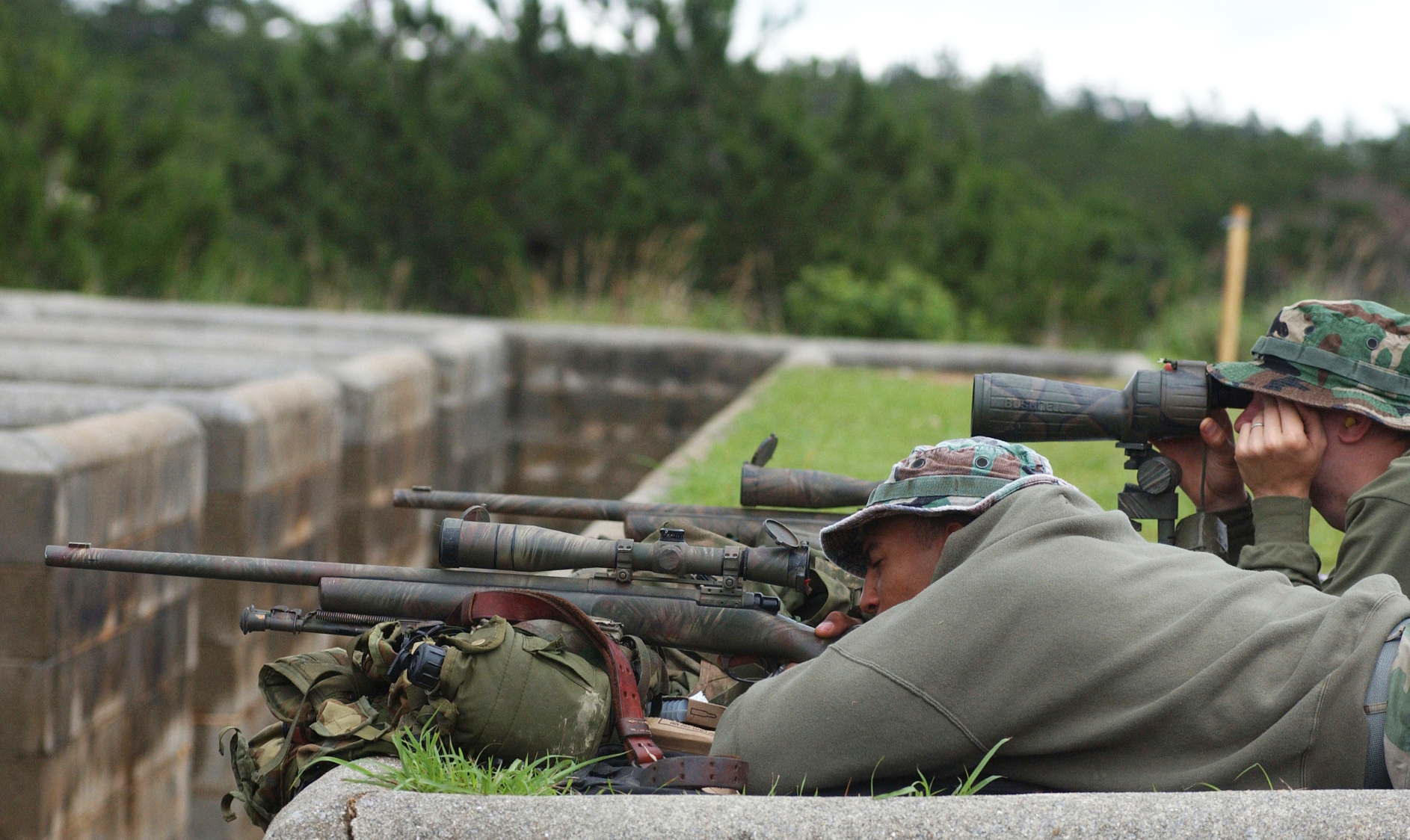
使用M24狙擊步槍的美国海军陆战队狙击小组，2004年

狙击手（Sniper）是指军队或准军事组织中负责在隐蔽处或目视范围以外针对高价值目标进行监视和精确射击的专职射手，属于步兵特殊兵种。狙击手通常以单兵或2～3人的小组为单位执行独立任务，接受特种战术训练，并配有专门迎合其作战的武器装备，比如狙击步枪、观瞄镜、激光测距仪和吉利服。

## 词源
英文动词“to snipe”最早被1770年代英属印度的殖民地士兵所使用，来源于狩獵鹬鸟。鹬鸟是一種隐蔽色很强、警覺性很高、行动灵敏、飞行轨迹难以预测的涉禽，在前膛枪时代很难猎杀，因而鹬鸟猎手往往需要很高的枪法、搜寻技巧和隐蔽能力才有机会成功射杀猎物。“sniper”一詞最早出現於1824年，原指技术出众擅长捕杀鹬鸟的猎手，后来语意转变为与“神枪手”（sharpshooter）接近，后来意思逐渐演变为“從隱蔽處射擊的枪手”。而英文“sharpshooter”一词则来源于18世纪后期德语scharfschütze的直译，最早可查的英语文献来自于1801年6月23日的《爱丁堡广告报》（Edinburgh Advertiser）。
在美國內戰期間，「sniper」一詞並未普遍使用，士兵們多數會將狙击手称为“神枪手”或“散兵”（skirmisher）。內戰士兵通常會利用隱蔽的神槍手來掩護自己移動中的隊伍，或针对性的打击敌方的炮兵和军官。大體來說，這些槍手在當兵之前的職業是獵人或射擊手，適合當此任務的人，年輕者需要靈活的行動性和戰場效應，而較老者則需要精練的射擊術和戰場技巧。邦联军（南军）因为野战炮火力面对联邦军处于劣势，特别重视专门组建的狙击手部队，其装备的进口英制惠特沃斯M1857线膛鹰铳因其远超当时其它武器的远程精度被后世誉为世界上第一款实际意义上的狙击步枪，其中最辉煌的战绩是在史波特斯凡尼亚郡府战役中在约1,000碼（910）的距离外击毙了北军在内战中阵亡的最高军衔的军官之一——少将约翰·塞吉威克（John Sedgwick，1813～1864）。
自第二次布爾戰爭以及冬季戰爭後，只有英國與蘇聯因为吸取戰爭中的经验教訓，其軍隊有正式訓練具備狙擊專長并裝備特制狙擊槍的步兵射手。儘管其它各國陸軍開始承認专职狙击手的價值，但直到第一次世界大战陷入壕溝戰的僵局後才發現狙擊槍能夠在壕溝戰中發揮区域拒止的戰術彈性與效果。此後大量狙擊槍才因此從軍械庫裡翻出來送到前線，一般認為第一款正式的軍用狙擊步槍是李-恩菲爾德步槍MK III型。第二次世界大戰是狙击手的另一次使用高峰，狙擊槍常態性地裝備在部隊裡，基本上各排配屬一、二名狙擊手及狙擊槍。狙擊槍於二戰中依然保持古老的無腳架手持方式，搭配2.5倍瞄準鏡，較一般步槍增加了托腮板。槍廠因為瞄準鏡位置重新修正設計槍機拉柄，拉柄截直取彎以避免干擾瞄準鏡。二戰末期交戰各國狙擊手的數量及其裝備的品質均已有極大發展，在各項地面任務中將其職能與效率發揮到極致。
在最近十多年間，Sniper一詞被普遍使用，尤其是警察部隊裡的步槍射手。在波斯尼亞戰爭當中，尤其是圍攻貝爾格萊德（南斯拉夫首都）一役中，「sniper」一詞被認為是那些沒有受過訓練、在窗口或者屋頂上開槍襲擊他人的恐怖平民。另外一例，在塞拉耶佛（玻茲尼亞澤哥維那共和國首都）一役中，城裡的大街主道被人們稱為「狙擊後巷」。以上的例子稍微擴張了「sniper」一詞的定義，同時為這詞添加了一些言外之意。所以，官方採取了其他字眼，以避免「sniper」一詞被誤用，像警察裡的「反狙擊手」（counter-sniper shooter）、「精準射手」/「指定射手」（designated shooter）等等。有些特別的字眼已使用了一段時間，而另外的則是一些公開的婉轉字眼。
中文將“sniper”譯為“狙擊手”，而“狙擊”一詞有“埋伏襲擊”的意思，例如《史記•卷五五•留侯世家》曾记载“良與客狙擊秦皇帝博浪沙中，誤中副車”。而中国大陆长年使用的则是“冷枪手”的叫法，比如朝鲜战争时期的冷枪冷炮运动。

## 戰鬥中的狙擊手
在不同的國家中，包含狙擊手編制、配置和其戰術的相關軍事理論也有所不同。從大體上來說，狙擊手的目的為通過狙殺少數高價值及高威脅性目標如敵方狙擊手、中高階軍官、多人武器操作手（如砲手或機槍手）、通訊設備操作員、甚至是部份醫護人員（凡配有或攜帶武器的人員儘管身上有明顯標明可辨別之醫護標誌亦得視為戰鬥人員），來降低敵方的戰力。
蘇俄和其衍生的軍事理論包含了步兵班等級的「狙擊手」，事實上只能算是在其他理論中所謂被稱為「神槍手」（sharpshooter）或「精确射手」（designated marksman）。此原因在於配備了突擊步槍的士兵並不具備在中遠距離上準確射擊的能力。
美國和英國的狙擊手編制原則為三人的狙擊小組，其中一人為觀測員，另一人為狙擊手，另外第三人得作為狙擊手擊殺紀錄的見證人兼狙擊陣地警戒人員。不過往往受限於地形限制與人力需求，三人小組的編製甚難成形而改為觀測員與狙擊手的兩人小組，兩人的狙擊小組將職責改為狙擊手負責對目標的瞄準和射擊，而觀測手負責對環境的觀察和警衛並為狙擊手擊殺紀錄的見證人。即使如此，出於避免視覺疲勞的考慮，狙擊小組中兩人往往都能相互轉換角色。
狙擊手的典型任務包括掩護、偵查、監視、追蹤、狙殺敵軍人員，包括敵軍指揮官、射擊隨機目標（targets of opportunity），甚至是反物資與反器材的任務（此種任務越來越依靠大口徑子彈，例如.50 BMG子彈來有效完成）。
由於狙擊手的成效和耐用，因此英美兩國在後期便加強使用狙擊手，尤其在伊拉克戰爭中擔任掩護角色。2002年，加拿大陸軍派翠西亞公主輕步兵團在阿富汗進行「森蚺作戰」（Operation Anaconda），其中由雷格斯戴爾伍長（Graham Ragsdale）率領的三人狙擊小組中，佛龍下士（Corporal Rob Furlong）以 McMillan TAC-50 .50口徑步槍於2,430公尺的距離一槍擊斃一名塔利班武裝份子。但最卓越的射擊術功績並不代表能利用步槍一槍擊中。

## 警察中的狙擊手
警隊通常在解救人質的行動中部署狙擊手來監控現場及掌握罪犯動向，不過狙擊手開火是整個解救行動的最後手段，只有在人質的生命受到直接威脅或需掩護攻堅隊移動部署時的時候才會開槍。和軍隊裡服役的狙擊手相比，警察中的狙擊手的接戰狙擊距離要短得多。該距離一般為100米左右，在少數情況下可少於50米。警隊狙擊手很少或從不將罪犯擊傷而使其失去行動與反擊能力進而逮捕，其一般做法為將罪犯直接當場擊斃解除威脅。
對警隊狙擊手的需求始源於1972年的慕尼黑慘案。德國警察部門錯誤地部署了未經過適當訓練而配備帶瞄準鏡步槍的警員，使得所有的以色列人質被害。而當時由於德國憲法的限制，德國軍隊不得將狙擊手用於國內事務。此事件間接導致了第九國境守備隊的成立。
在俄亥俄州的哥倫布市，一位特種武器和戰術部隊狙擊手使用特殊金屬粉末壓結成型無破片彈頭子彈，擊中自殺者的左輪手槍，阻止其自殺行為。
在和平時期，警隊狙擊手如美國聯邦調查局的人質解救小組具有在其崗位更長的服役時間，用以接受比軍隊狙擊手更多的訓練和實戰演習。

## 训练
要培養出優良的狙擊手，良好與充足的訓練是很重要的。軍隊裡的狙擊手訓練，務求狙擊手能以偽裝術來隱藏自己、追蹤和觀察敵軍，精確的槍法也是必要的。另外，受訓練者亦須接受基礎的設置，例如一星期內練習射擊幾千次，著重在400－600米以上的射擊，包括向靜止目標、移動目標射擊，另外徒手格鬥技巧、野外求生、詭雷製作安裝及拆除也是必學的。
狙擊手的訓練與一般步兵的射擊訓練要來的更扎實，甚至教導與學習更多的射擊技巧細節，小至扣壓扳機的方式與技巧，到射擊姿勢的種類與應用，以及射擊時所需要的技巧性注意事項，例如建立正確的瞄準線，扣發時的生理協調性，包括肌肉的張力控制等等。
從扣壓扳機來說，狙擊手使用的部位較普通步槍兵更為集中於食指的指尖牴觸扳機下緣；普通的扣壓法是用食指第一節的指腹部位扣壓扳機中段。兩者之差異在於狙擊手以最輕最巧的方式＂徐徐扣壓＂擊發步槍，而普通的做法則是以比較粗糙簡略的方式完成，因此擊發上，手指對於槍身穩定的影響以狙擊手的方式所造成的最小，而普通的扣壓法則會造成在射擊技巧上所謂＂急扣＂的問題，因此彈著的偏移就會比較嚴重，而且依照個人慣用手的因素分別偏向同側。
至於以射擊姿勢來說，狙擊手所以採用的姿勢比較起普通步兵的差異在於，普通步兵的姿勢被要求實用化，但是狙擊手所採用跟需要的射擊姿勢則是要求精準化。
比如說一般的立姿射擊姿勢，這個姿勢是狙擊手最不會主動跟主要採取的射擊姿勢；這倒不是說狙擊手「一定」不會採用，而是這個姿勢在握持槍枝的時候，槍枝本身能夠獲得足夠的穩定來源，這裡稱為支點好了，是最少的。因此採用這種姿勢射擊，很容易因為槍枝搖晃而發生彈著偏移的情形，尤其是步槍本身的重量就是一個固定的體力消耗因素之外，狙擊手如果為了進行遠程狙擊而必須採用6X瞄準鏡，那麼即便是瞄準鏡都會更加速消耗狙擊手的體力（瞄準鏡因為倍數而與重量成正比）；狙擊手再如何加強嚴訓，還是會疲憊，會勞累，也就會因為前面兩個因素而產生射擊上，甚至戰術上不可饒恕的錯誤；輕者，狙擊手丟了老命，重者，重大關鍵性的任務失敗，進而嚴重影響戰局與戰勢的發展。
因此普通步兵所使用的立姿射擊在班排小部隊戰術下與所身處的戰鬥環境下有其必要與價值，但是對狙擊手而言，卻是相當的不適當，所以一般人與一般官兵對於狙擊手動輒像貓科動物一樣或躺或趴而有所誤解，實在是不明所以的關係。
而狙擊手所採用的射擊姿勢也不是只有俯趴在地上以致將自己的輪廓降到最小，如果地面有坡度，或者目標具有高度差，狙擊手會採用側臥的方式，將臀部朝向目標然後槍管置於大腿的外側作為依託；這個姿勢也是一般步兵不會受到訓練與運用到的。
甚至例如坐姿射擊，狙擊手採用這個姿勢的時候，與一般步兵的差異在於普通射擊教範裡面不會提到同時還要主動地形地物來增加身體的穩定性，就只是規範射手坐在平面上，兩腳打開與肩略寬，雙手握持步槍，雙肘頂膝獲這於大腿上求得穩定。而狙擊手所採用的姿勢則會利用牆壁，房柱，樹幹，或者任何堅固穩定的物體頂住後背，不讓身體在不自覺下產生移動而影響瞄準的精準性。
所以從這裡不難看出狙擊手在射擊姿勢上所受到的訓練與要求都是為了達到一個重要的目的，就是穩定。身體的穩定性越高，獲得瞄準線的速度就越快越精準，自然，有效的擊殺率也就提高，因此創造戰術上的殺傷效率跟震嚇的作用。
至於一般射擊教範中往往都強調以雙手握持槍枝作為射擊的依據以及成為射擊姿勢的一環。也就是說，在狙擊手的射擊方式中，不見得雙手都是進行握持的動作，比如說像是以臥姿射擊來說，這個姿勢是公認最精準確的射擊方式，射手能夠提供槍枝的支點就高達＂四點一面＂；兩隻手兩個肘加上一整個身體貼地。但是狙擊手通常不是，狙擊手的四個點通常只用兩個，扣扳機的手跟手肘。因為狙擊手主要利用沙包來承托槍身，但是如果沒有沙包，就用背包，如果連背包都沒有，就用倒下來的樹幹，灌木上比較粗大的枝椏，或者任何穩定又能承受槍枝重量的物體來進行瞄準與射擊。在這種情形下就會有一隻手空出來可以運用；絕對不是用來抓癢或者拍打蚊蠅，而是被減輕進行對槍枝穩定的負擔而已，這隻手還是有事情要作，主要是抓穩槍背帶，或者協助支撐與穩定身體。
有時候在影片中可以看到狙擊手的槍托上有個墊片，這個墊片是可調的，一般設計成高低可調，也有極少的客制化改裝品墊片還可以加上前後可調的功能；原因很簡單，因為每個人的臉頰厚度不一。這個墊片雖然結構很簡單，但是功能很重要，因為它可以協助射手輕易獲得瞄準線，或者協助射手建立瞄準線。瞄準並不是一種只要把眼睛湊到照門或者瞄準鏡的目鏡（前面的叫物鏡）前面就可以的行為；就精準度來說，很多人是的確可以看的見目標，準星，跟照門，但是仍無法射中目標。
因為這三點並不在同一條線上，所以瞄東打西往往司空見慣，因此加上這個墊片，一方面是限制，一方面也是固定射手進行瞄準時的姿勢與操作的範圍。但是不要誤以為原來打不準的人加上墊片就能百發百中，如果不能將準星照門跟目標吻合成一條線，就算脖子打石膏固定也沒有用。雖然說狙擊手利用墊片進行瞄準，但是毋寧說經過密集與專業的瞄準與射擊訓練後，這個墊片就變成協助狙擊手在執行任務上減輕瞄準負擔與疲勞的工具
至於有人說在戰場上，有時狙擊手亦會掛上步槍上配的背帶，以減少槍托的衝擊力；這個說法是極度錯誤的，背掛扯緊槍背帶的目的在於使槍枝強制與身體的連結穩固，同時在射擊時，抑制槍身因為震動而產生的搖晃，如果射手沒有把步槍作緊密的握持，那麼射擊的反衝就會直接先作用在槍身上，讓槍口直接上揚，甚至槍枝的槍機翻轉拋殼運作還會讓槍身偏轉，那麼可以肯定的是這一發不能打中瞄準的目標。槍枝的反衝／衝擊力道來自於物理定律的動量守恆因素，這個情形原則上來說無法絕對減除，但是可以片面性的大幅改變，例如M82巴瑞特.50口徑反物資步槍的槍口制退器就是個很好的例子。大家都知道子彈的體積大小與反衝的力道成正比，歷史上第一把狙擊戰車用的德國毛瑟13.2公釐反戰車步槍（Tankgewehr M1918）在射擊時，巨大的反衝力會讓射擊姿勢沒有準備好的射手，肩膀出現撕裂傷或脫臼；就算做好射擊姿勢，也會因為劇烈的搖晃導致暈眩。M82步槍就不會讓射手發生如此的憾事，因為它的槍口制退器是採用一組三對六孔的排放設計，導引發射的高壓瓦斯從槍口的左右以高速方式往後噴發，那麼再透過「作用力與反作用力」的定律與原理，讓大氣對高速排放的瓦斯產生反作用力，那麼M82步槍就會從原來因為反衝而往後衝的動作變成往前衝，那麼原來預期的作用力就會大幅減少，因此增加射擊精準度，也增加射擊速度，也大幅降低射手的疲勞與壓力。
另外，在射擊訓練的上也提到呼吸能夠影響射擊精準度的問題，肇因吸氣與吐氣會連帶胸腔的大小變化，繼而造成射擊姿勢的干擾因素。有人說在學理上是在狙殺目標之前先吸一口氣，使其肺部空虛，然後再發出子彈，就可以減少因心臟跳動而導致出來的振動，提升射擊的準確性。
這個說法有基本上的矛盾，因為吸氣之後，肺部會因為進入的氣體而膨脹，並非空虛；普遍的理論是吸氣後憋氣至發射後才吐氣與換氣，但是人類在無氧下，肌肉的效率只能維持不超過10～15秒的時間，再久，肌肉就會產生更多的乳酸，而乳酸是疲勞的生理因素之一，亦即在重複的憋氣狀態下，戰鬥的效能的滑落其實比一般運動下激烈的呼吸還快，這當然不是講求長時效精準的狙擊手會採用的方式。
如果是先吐氣後憋氣，身體會因為血紅素攜氧量不足，尤其是小腦，會因此判斷而強制大腦啟動主動呼吸的作用以維持生理機能的安全，所以吐氣後要憋氣的時間會更短，增加疲勞生成的速度會更快，而且眼球會因為缺氧而發生黑視或者失去週邊視野，這對靠眼睛吃飯的狙擊手是更不可能接受的情況。
所以狙擊手採用的方式是在進入預定要發射時，會先大吸一口氣，然後酌量排出，再酌量吸入，維持這個呼吸節奏與方式，等到其中有一個吐氣的回合，就扣壓扳機。如果用心電圖來打比喻，這很像是個先來個激烈的心跳，然後心臟馬上開始進行微弱而規律的跳動，狙擊手既然採用這種方式，自然就能以呼吸來控制自己的心跳，自然呼吸穩定心跳也就會穩定，那麼干擾射擊精準的因素當然就被排除掉了兩個。
自從2001年的911事件後，美國軍方對士兵的射擊標準提高。一些秘密的訓練機構，例如：美國黑水公司、全球定位系統狙擊手防衛學校、美國陸軍狙擊兵學校等，已經發展了幾百個軍事部門，同時提供一些基本狙擊手所學的技術課程。很多陸軍部隊都要接受美國陸軍狙擊兵學校的訓練，和從童軍裡抽出一些人才接受訓練，提高他們的素質。
在2006年，美國多間軍校被預訂超過實際限額，導致應徵者等候超過二至八個月。另外，軍校不能同時容納兩名由任何一間部門來的應徵者，因此令各部門的受訓生很難達到同一個進度。狙擊手亦能透過利用沙包提高命中率。在戰場上，兩足支架承托的沙包更為普遍，儘管帆布背包的表面可能較為柔軟。在特殊的環境之下，兩足支架可以配合俯地的射擊模式，同時使命中率能持續。很多警隊和軍隊裡的狙擊手亦會使用這種調較式的兩足支架。
在射擊方面準會有一定的物理學上的偏差，當狙擊手從一個固定的位置開火時，每一發子彈的位置都非常接近，儘管是從遠處射出。同樣地，一個狙擊手亦必須有能力測量身處的距離、風速和海拔／高度，任何一個因素都能改變子彈的命中位置。因此，例如量度距離錯誤，就會使子彈的殺傷力減低，同時令命中率降至最低。
大部份的狙擊手當遇上目標時，會有傾向將槍的口徑調整歸至零，這種方法能夠在戰場上使用。當在一個合適的距離下，狙擊手會校準其瞄準鏡，在風速改變之下重新調較口徑至零，以方便擊中目標。

### 美國軍方
美軍的狙擊手是由志願兵來擔任，指揮官會觀察其長處，並且會以基本的狙擊技術來訓練他們。很多軍隊狙擊手會被派至前綫空中引導（Forward Air Control，FAC）來主持空襲任務，同時擔任炮兵部隊觀察員（Forward Observers，FOs）的角色和在轟炸任務裡，擔任迫擊砲部隊的觀察員（mortar fire controllers，MFCs）。
在軍隊裡有效率的狙擊術，不移動位置的狙擊術不能夠使用，因為身體強制的長期固定性會導致肌肉疲勞和生硬，同時又要克服因帶容器來排泄而造成的不便。因此，這些情況和電影像裡的產生矛盾。

### 英國軍方
第一個英國狙擊部門是由一隊，曾參與過第二次波爾戰爭（1899-1902）偵察兵所組成，部隊由一位美國將軍弗雷德里克·羅素·伯納姆指揮，並稱這些偵察部隊為「半狼半兔」，這些狙擊部隊經受過槍法、戰場和策略等訓練，因而被稱作「獵人」。

### 協調一致
狙擊術裡最重要的元素就是「協調」，因而提供有效的殺傷力和高級的射手，亦包含準確的槍術。一隊軍隊在行動方面上是非常講求協調，因為當狙擊手向一個沒有準備而暴露在外的敵人發出第一顆子彈時，就能夠準確地狙殺敵軍的狙擊手和其他重要目標。
警察部隊裡的狙擊手更加需求協調，尤其是在匪徒脅持人質的情況下。如果發射失敗的子彈，就可能導致人質的傷亡，同時令談判終結，然後令匪徒再次逃脫與警方對峙。在這類情況下，取決於一發子彈，警察人員也必需克服如此的心理障礙。

## 瞄准目标

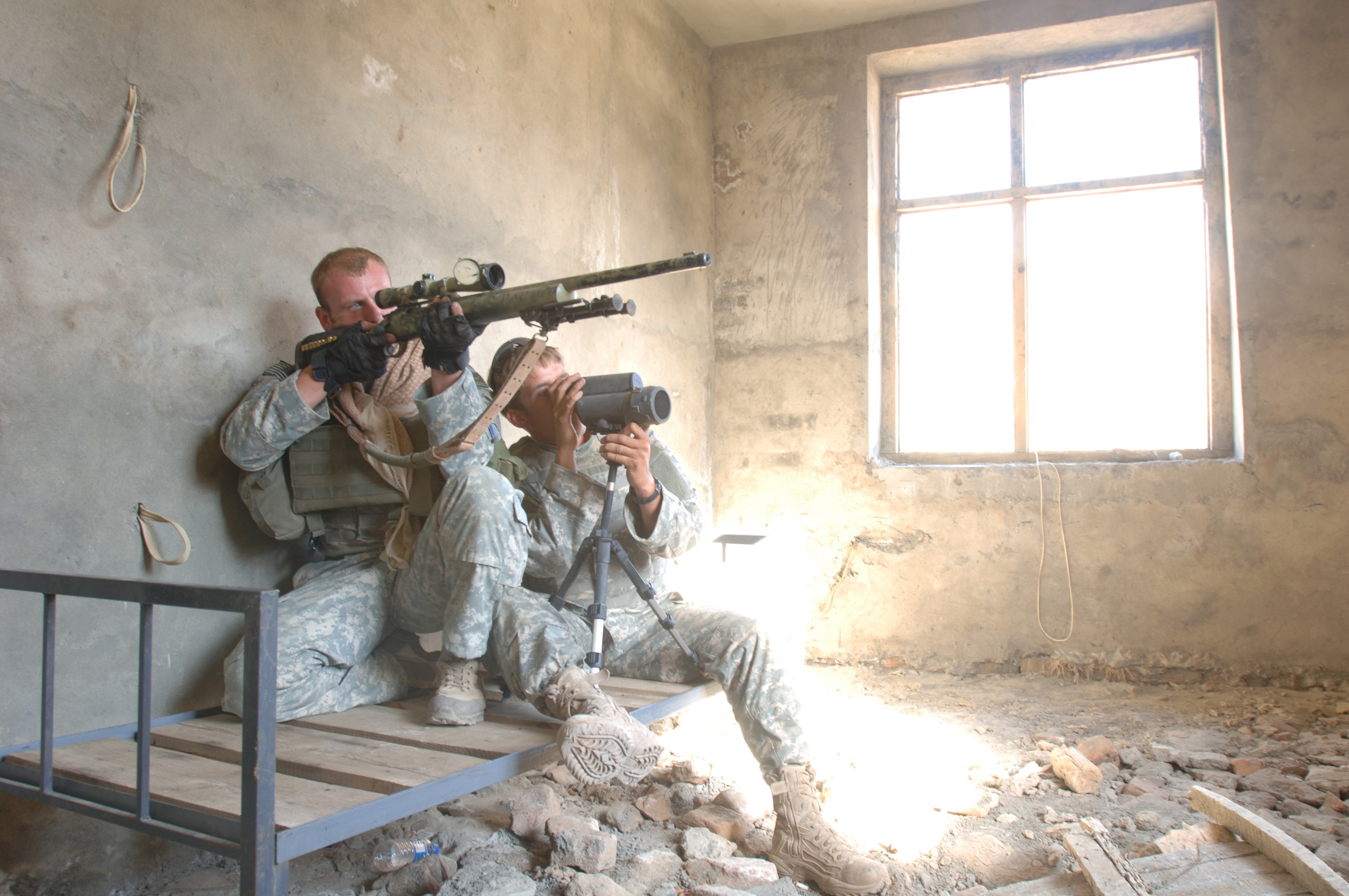
在阿拉伯的美國狙擊小隊，他們使用的狙擊槍是M24 SWS，10月19日2006年。

### 量度精準
若要射出又遠又準確的目標，狙擊手必須量度或估計目標與自己的距離，然後方可開火。因為狙擊手須負責，一個長程的彎彈道所擊中的位置。但如果不清楚精確的距離，就可能導致子彈的彈道過弱或者過強。舉一個典型的例子：一名狙擊手使用的是軍用狙擊彈（像7.62 x 51 mm NATO, M118 Special Ball），假設狙擊手誤當800米作700米，就會導致子彈未達目標而先墜下。
一般的人類頭顱都有大約150毫米（即6英吋）闊，而兩個肩膀距離闊度則一般大約有500毫米（即20英吋）。另外，距離由胯部至頭部都大約有1米左右（39英吋）。

### 測距儀器
當狙擊手不能確定目標距離時，雷射測距儀便可以考慮，但絕對不可以在戰場上使用，原因很簡單，發出雷射光和目標的人都可以清楚看見光線，因此並不有效。不過目前已有採用不可見光波長作為光源之雷射測距儀，可在不被敵方發現下精準測量距離。另有一種簡易的身高/距離方法被多數狙擊槍所採用，人類平均身高約在1.7至1.8公尺，當目標越遠時在狙擊鏡中的影像就會越小，反之亦然；利用這個原理，狙擊鏡製造商在狙擊鏡中預先劃分不同高度的刻度並且標示距離。當射手欲瞄準目標人物時，先將狙擊鏡中的目標移至高度刻度，藉由讀取刻度的標示來得知目標距離後再進行彈道補償。
要在沒有雷射測距儀的情況下，狙擊手必須利用密爾點式單筒電子望遠鏡，從鏡裡的密爾點和十字線找出準確的距離。密爾點的用法就如計算尺的用法一樣，用來比較高度。因此，當知道了自己身處環境與目標的高度差距之後，目標位置就很容易準確地確認了。

### 計算單位
將目標的高度（一般用碼）×1000，然後再用密爾除以剛才乘了一千的那個高度。當然，這只是一個大約的數字。可是，當將望遠鏡裡的鏡放大至7或40倍，密爾點數就會隨之改變，影響數字的準確性。美國海軍陸戰隊的標準單位是1密爾（1毫弧度），亦即等於3.436角分。而美國軍方使用的是3.6角分，所以會選擇在1000碼之內直徑1碼（36英吋）的目標。另外，很多商業製造業者都使用3.5，為求方便起見。詳細計算弧度和角分的公式如下：
用角度測量的密爾，對比起精確的毫孤度來說，只是一個大概。不同的軍方組織和機構亦會使用不同的預計方式。參看三個以角度測量密爾的定義。
在長程狙擊術裡，子彈落點的位置是扮演很重要的角色。子彈的威力可從一個曲線圖裡表達出步槍的殺傷力。儘管有些槍鏡配帶着彈道修正鈕系統（Bullet Drop Compensator, BDC），但這只需靠計量器就可取代。因此，不同的子彈就有不同的弹道系数，配的槍也需符合要求。例如308 Federal 175 grain（11.3 g）BTHP彈，就只能配合每分鐘以2, 600呎/秒（790米/秒）在100碼範圍內所射的槍。一個16.2角分的調校則會使子彈射中600碼內的目標，但如果子彈的類型是168 grain（10.9 g），使用17.1角分的調校則較為合適。
不論是由高處或低處發射目標，靠地心吸力調校的效果會更加有效。同時，風速亦扮演一個角色，若風速高，子彈的殺傷力也會隨之而然地提升。風的方向和對流則可利用測風器（Crosswind）準確地量度。

### 瞄準提示
所有觀察距離、風速和海拔的方法，就是利用自己的眼睛去「保留」，亦稱Kentucky windage。最精準的方式是叫做「調校」狙擊鏡。將準星對準目標，同時包含了以上元素。尤其是那些精確機器，利用調校更可提高命中率，再用自己的眼睛去保留，方可命中目標。要擊中移動的目標，一瞬間的瞄準就在眼前，這被稱為「誘試」目標。在這種情況下，「保留」這種方法較為有效，判斷目標將走向哪個位置或方向，從而作出射與否的決定。

## 狙击裝备

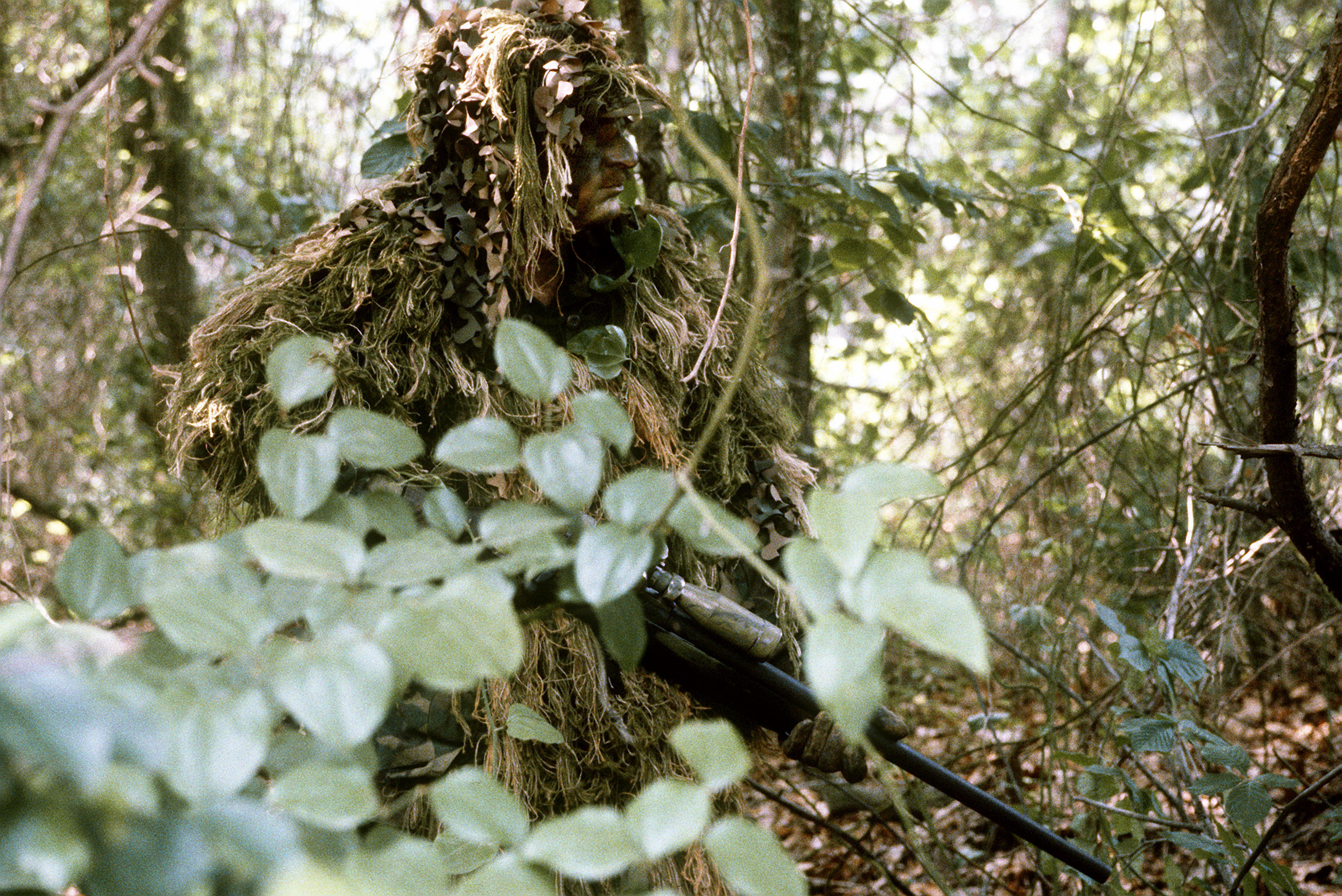
穿着吉利服的美国海军陆战队隊员

- 狙击手的主要裝备包括手槍、手動或半自動狙击步枪，弹药和伪装器材。
- 觀測手的主要裝备包括手槍、全自動或半自動步枪，伪装和觀測器材。部份觀察者亦配備狙擊步槍以在狙擊手失誤時補槍，又或輪流當值狙擊手以減少疲勞。

## 狙击战术

### 瞄准部位
瞄准部位可随狙击手的不同而变化。军队中狙击手的射击距离往往大于300米，因此其往往选择瞄准目标胸部、射击其躯干。此种方式依靠子弹对目标造成的失血、组织和器官损伤达到其致命性。相比之下，射击距离大大缩短的警队狙击手通常试图射击匪徒的头部，在人质生命受到极大威胁时，狙击手可能射击目標位于颅骨底部的延脑。一些弹道和神經学家认为狙击手射击的实际上是脊柱的第二脊椎部分，此部分损伤后对自主行动的影响与延脑损伤相同。但是到目前为止此观点还主要是学术上的。

### 藏身位置
各個武裝部隊為了提高自己收集情報的效率，往往會派出一個或一小隊狙擊手，然後隱身高處，以作為防禦據點。同時，狙擊手亦會利用單筒或雙筒望遠鏡來確認目標，又以類似電話聽筒的超高頻對話機，來支援情報工作的運作。另外，狙击手使用伪装，非寻常的接近途径和频繁而缓慢的移动接近来蒙蔽敌人，从而使其免于敌方的精确反击。有些狙击手可在少于90米的短距离内狙杀目标而不被发现。

### 目标
人员和器材都可成为狙击手的目标。狙击手最普遍的目标为最重要的敌方人员，高威脅性如敵方狙擊手、多人武器（重裝武器）操作手、通信兵、衛兵為優先目標，其次如军官和特殊战斗人员，用以造成对敌方行动最大限度的干扰及心理壓力。其他对狙击手构成中等威胁的人员也可成为狙击手的目标，比如用以搜寻狙击手位置的军犬驯养员，或是死傷之後不易替補的專業人員，例如醫護員或是排雷人員。
狙击手通过士兵的外观和行为来识别幹部，尤其是军官，识别标志包括：表明高军阶的制服，与通信员通话，坐在车中乘客的位置上，配备勤务兵，或是更频繁的对话和转移。如果情况允许，狙击手以军衔从高到低的顺序狙杀，在某些戰場甚至有不敬禮區，以防士兵對軍官敬禮時也暴露了其軍官身分。如果军衔不可辨认，狙击手则會破壞通信設備干扰通信。
在现代战争中，最主要的伤亡是由靠乘员操作的武器造成的。因此，侦查是狙击手最有效的用途之一。狙击手通过有氧调节、渗透手段、长距离观测设备和其战术来完成侦察任务。在这种情况下，狙击手只在高价值目标出现的时候射击。
配备.50口径步枪的狙击手可破坏喷气式战机的涡轮葉片，导弹导航系统，贵重光学仪器，和雷达的轴承，喉管和導波管。此种枪械常被称为反器材步枪。与其相似，狙击手也可射击锁和铰链，用以替代破门炸药（door-opening charge）。
狙擊手也可使用於反制走私的工作，經過訓練之後的狙擊手，可從直升機或砲艇上遠距離擊毀走私船隻的舷外機以阻止船隻繼續前進，進而追緝走私船隻，或是遠距離破壞爆裂物以減少拆除的風險。

### 心理战
出于降低敌方士气的目的，狙击手会采用可预测的顺序进行狙杀。在古巴革命战争中，卡斯楚部隊狙击手总是狙杀一群巴蒂斯塔部隊中走在最前面的那个士兵。意识到这一点之后，士兵们认为走在最前面是自杀行为，于是拒绝行动。狙击手此种做法有效的降低了政府军在山区中搜寻起义军和其基地的主动性。另一种战术是狙杀一排士兵中的第二个，用以阻止士兵跟随其走在队伍最前面的长官行动。
另外，被狙擊手擊傷而未死亡的士兵，將會造成其他同伴實質上與心理上的負擔與壓力，必須要空出人手照顧傷員，但是傷員的傷勢跟哀嚎聲卻會增加其他人的心理壓力。
英语中用以宣扬狙击手神秘性的“One shot, one kill”在大众文化中声名遠播。此词组包含了狙击手以隐蔽和效率为出发点而形成的战术和哲学。“One shot, one kill”的准确含义可以解释为：
- 为避免不必要和轻率的射击，只发射一颗子弹。
- 每颗发射的子弹都应准确击中目标，使敌人立即死亡。
- 若第一次射擊未命中目標須變換射擊位置

这个词组是否反映现实状况仍在辩论，然而它已被广泛的用于文学作品和电影中。例如2007年射擊遊戲（Call of Duty4：Modern Warfare）中，玩家在其中一关中擔當狙擊手的角色。而這一個关的标题，就是「One shot, one kill」。
在汉语中有“一枪一个”的说法，意思指枪法出众，也可理解为英语的「One shot, one kill」。

## 反狙击手战术
在现代军事策略中，反狙击手战术伴随着狙击手作战的产生而不断进化。此战术旨在减轻狙击手对部队的伤害，因为此种伤害往往同时是生理上（战斗效能）和心理上（士气）的。
友方狙击手通常被用来对付敌方狙击手。除了观察外，防守方还可以使用其他包括计算弹道等方法来推测狙击手的方位。三角测量定位是通常使用的定位方法，传统上弹道是人工计算的。不过最近基于雷达技术的仪器也有供应。一旦狙击手的方位被算出，防守部队就会在掩护下接近并击败他。美国军方正在资助一个名为“红猫头鹰”（RedOwl）的项目，该项目使用激光和声学探测器来推测子弹的发射地点。
狙击手射击的次数越多，其暴露的可能性也越大。所以防御方有时采用将头盔稍微伸出隐蔽处的方法用以诱惑狙击手射击。在冬季战争中，芬兰军队普遍使用一种叫“Kylmä-Kalle”（Cold Charlie）的成功战术。在该战术中，人体模型先被伪装成诱饵（如军官），然后呈现为经过草草伪装的真人。通常，苏联的狙击手无法拒绝这种简单目标的诱惑。一旦狙击手的方位暴露，大口径反坦克步枪，如Lahti L-39 "Norsupyssy"（"Elephant rifle"），就会将其除去。
其他的战术包括向疑似的狙击手方位直接炮击或迫击炮击、空中轟炸。或使用烟雾弹遮敝狙擊手及觀測手的視線，和在疑似方位周围使用绊线操作的炸彈，地雷或设置陷阱。甚至假的绊线也可阻碍狙击手的正常行动。在缺乏反步兵地雷时，可将绊线与手榴彈、烟雾弹和信号弹连接构成陷阱。即使该陷阱不足以杀死狙击手，也会将其准确位置暴露。陷阱应当放置在狙击手隐蔽处的周围，或在狙击手可能的撤退路线。野外手工的知识可辅助此战术。
一种很古老的战术为在危险地带裡，将布条拴在灌木丛或相似物品中。布条会在微风下飘动，从而干扰狙击手的观察。此战术的精髓在于其易于使用，尽管它并不能阻止一名优秀的狙击手选择下一个目标。
傳統上城鎮戰是狙擊手發揮的重要地點，包括了掩蔽容易以及可以混入人群之中逃逸，因此重型裝甲車輛與步兵協同作戰在此時可以扮演反狙擊的重要角色，掩護己方步兵並且搜索狙擊手可能藏匿的建築物加以摧毀，裝甲車輛可以裝載更具有效率的光學器材搜索狙擊手的位置，而步兵在裝甲車輛的掩護之下也擔任掃蕩城鎮中敵方反戰車小組的任務保護裝甲車輛不受到敵方反裝甲火力的傷害，達到相輔相成的效果。

## 不对称战争中的狙击手

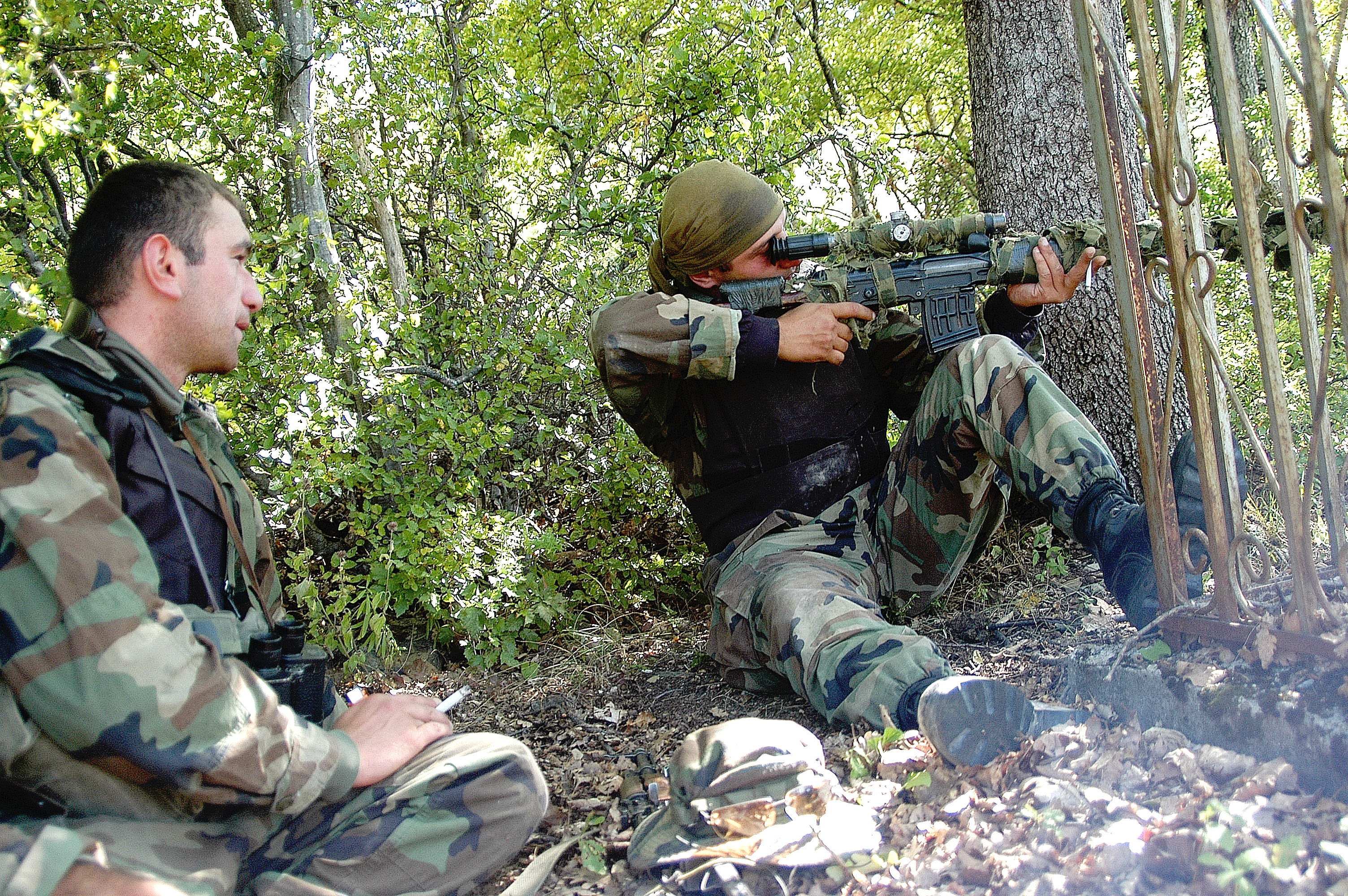
2008年南奧塞梯戰爭期間的格魯吉亞狙擊手

在狙擊戰術裡，有一種叫「不對稱的」射擊情況。舉一個例子，在北愛爾蘭50年代期間，有不少士兵死於隱蔽步兵的槍彈下，有些更是在相當遠的距離下中彈。此外，還有其他20世紀90年代的實例：有幾名英國士兵被敵軍以50口徑的步槍射殺身亡。在北愛爾蘭（除了剛才的那個例子），狙擊手通常會將一連串的敵軍看作「來吧（come on）」，狙擊手的位置因而很容易被暴露，所以狙擊手就會使用埋伏的辦法。當某一方的戰況不妙時，狙擊手就較有利了。狙擊手通常會使用幾種個人策略，來打擊敵軍的行動和裝備。
由於殺傷力上的不同，狙擊戰術因此被稱為個人的「恐怖襲擊」（因而得到「恐怖分子」的綽號）。這些觀察上的規律，大體來說也算是一種心理戰（本條目有所介紹）。在波斯尼亞、塞爾維亞和克羅埃西亞的內戰（~1990年）當中，塞爾維亞的狙擊手見人就殺，不論是軍人或平民，成人或小孩。這類狙擊手將會分類為戰爭囚犯，原因為故意殺害非軍人。
一系列包括1966年Austin sniper，甘迺迪遇刺案，和2002年末的Beltway Sniper attacks的敏感案件使得公众将狙击（从位于一个隐蔽位置进行中长距离射击的意义来说）和谋杀联系起来。可是这些案件无论从射击距离或是狙击技巧上都与军队狙击手无关。在此三案件中所有罪犯都曾在美国服役，但无一接受狙击手训练。事实上和普通士兵相比，被俘获的狙击手更容易遭受不人道的待遇。此中原因为普通士兵在“平等机会”下互相射击，而狙击手从容不迫的跟踪和狙杀目标的行为被认为是“不公平”的。

## 狙击手和精确射手
在西方军事理论中，狙击手（sniper）或精确射手（designated marksman）有着不同的职责。狙击手属于特种兵，通常直接由营指挥层下放，独立执行特殊任务并提供宝贵的侦查情报，同时通过隐蔽击杀高价值目标来破坏敌方的指挥系统、扰乱其正常运作并打击士气；而精确射手则是附属于班、排级单位的辅助兵种，一般不会脱离大部队行动，所扮演的战术角色主要是为其他步兵提供精确支援火力，延伸其所在部队的有效打击距离。狙击手因为任务性质会接受关于野外作业和伪装的大量训练；而这些训练对于精确射手来说往往是不必要的。
狙击手也使用其掌握的秘密行动、隐藏、和渗透技巧来执行forward placement和监视任务，这使得他们的角色比班一级的精确射手更具战略性。精确射手往往存在于步兵班中，而狙击手通常以营为单位部署。值得注意的是在美國陸軍遊騎兵和美國海軍陸戰隊偵察營中狙击手是以连为单位部署的。
狙击手和精确射手职责的不同在于精确射手通常部署在城区，而且会和警察或执法机构合作。而狙击手通常在野外活动，如雨林中或其他隐蔽良好的场所。狙击手因为要保持隐蔽，能射击目标的机会并不多，通常追求一击必杀，因此常常装备高精确度的栓动式狙击步枪，只携带少量近距离防御武器；而精确射手因为要跟随主力部队前行作战，需要能保持火力的连续性，往往使用半自动步枪，甚至是经过精确化改造的突击步枪（卡宾枪由于其准确性，后座力和低子彈初速往往不被采用）。
因此，狙击手专精于高度准确的单发射击，而此射击的效果取决于该狙击手的伪装，时间掌握和目标的选择。精确射手则通常参与人质解救和与警察相关的行动。精确射手具有更短的射击距离，需要更高的射速。而且由于精确射手并不具备狙击手的隐蔽技能（所以无法发动突然袭击），他们往往被迫向快速移动的目标射击。大口径武器尤其是.50口径狙击步枪的发展使得狙击小组里的观测手可在其配备的突击步枪外另外装备反物資步枪，尽管其重量会严重影响狙击手的行动。
最重要的一点是，精确射手所接受的伪装和隐蔽训练并不能使其胜任狙击手的任务，因为此训练并不适合精确射手的职责和工作环境。然而此区别在警队狙击手和班一级的精确射手往往被淡化。在警队中，精确射手担负着在拯救行动开始前的偵察和監視任务；而在步兵班中，处在良好掩护和隐蔽处的精确射手依靠其配备高级光学系统的步枪来達成准确和有效的敌方傷亡。

## 著名狙擊手

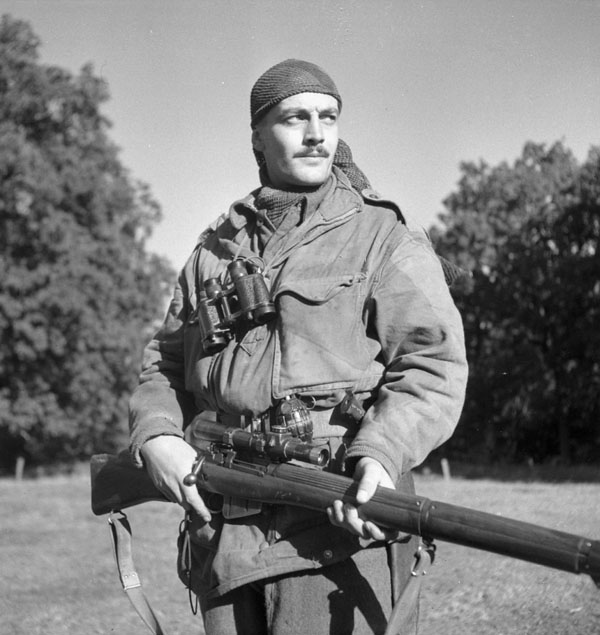
The Calgary Highlanders的H.A. Marshall中士。在二战中，加拿大的狙击手也是侦察兵。专用器材包括配备瞄准镜的No. 4 Mk I（T）步槍和经过伪装的Denison smock. PAC Photo, by Ken Bell（September 1944）。

甚至在火器发明之前，士兵（如弓箭手）已经接受成为神射手的特殊训练。

### 20世纪
- 沈比利（Billy Sing），澳洲籍華裔軍人，仅在第一次世界大战加里波利战役不到四个月（5月至9月，1915年）的时间裡，他经证实的狙杀记录为150名土耳其官兵，如包括未经证实的则为201名，並曾與奥斯曼帝国近卫军狙击手進行對決。
- 弗朗西斯·佩格马加博（Francis Pegahmagabow，第一次世界大战）－因狙殺了378名德國官兵而被榮譽的狙擊手。
- （冬季战争 / 第二次世界大战）－“白色死神”，被认为是有史以来最有效率的狙击手。创下用莫辛-纳甘之芬蘭製Model 28步槍和其傳統瞄具狙杀542（一說為505名）名苏军士兵的纪录。
- 費奧多·歐克洛普科夫（Fyodor Matveyevich Okhlopkov，俄文：Фёдор Матве́евич Охло́пков），為二戰期間蘇聯陸軍擊殺數大約排名第八的狙擊手，一共擊殺429人（一說為541人）。
- 瓦西里·扎伊采夫（Васи́лий Григо́рьевич За́йцев，史達林格勒战役，第二次世界大战）－共狙杀400名德军官兵，电影和书War of the Rats中的主角。
- 馬豪斯·海茨瑙亞（Matthäus Hetzenauer），二戰期間服役於東部戰線德國陸軍第三山嶽師（英语：3rd Mountain Division (Wehrmacht)）擔任狙擊手。他的確認有效擊殺紀錄為345人，也是德軍在二戰中排名第一的狙擊之王；馬豪斯曾經創下1100公尺的長距離確認有效擊殺紀錄，只因為他與現場軍官賭氣，加上想要對敵軍立下馬威，因此成功創下這項紀錄。
- 約瑟夫·阿勒伯格，於第二次世界大战中在東綫狙殺了257名敵軍而享有「最強狙擊手」的美譽（事實上他算德軍第二把交椅）。
- 柳德米拉·帕夫里琴科（第二次世界大战），一位被證實狙殺了309名敵軍的蘇聯女性狙擊手。
- 卡羅斯·海斯卡克，越战期間共狙殺了93名敵軍士兵，保留着被證實為最長距離（2,250米）狙殺敵人的記錄。此記錄最終在35年後，即2002年才被打破。
- 查克·馬威尼（Charles Benjamin "Chuck" Mawhinney），出身於美國奧勒岡州，於越戰期間服役於美國海軍陸戰隊從事狙擊手職務。他於服役期間創下的擊殺紀錄較傳奇的卡羅斯·海斯卡克超過10人。
- 阿岱伯特·渥頓（Adelbert F. Waldron III），隸屬美國陸軍第九步兵師狙擊手，官階為上士，並於越戰期間於越南服役，他的確認擊殺數為109人，檯面下數字不詳。
- 张桃芳（韓戰），在上甘岭537高地宣稱创下击杀214名联合国部队官兵的击杀纪录。

### 21世纪

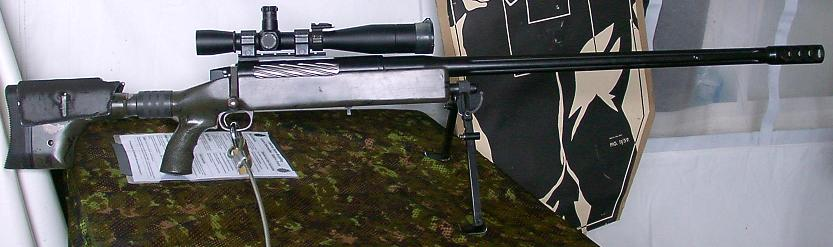
Rob Furlong創長程狙擊的世界記錄的TAC-50原槍。

- 罗布·福尔隆（Rob Furlong），加拿大陸軍下士。2002年3月於阿富汗使用.50 BMG口径的TAC-50狙擊步槍擊斃2,430（1.51英里）外的一名基地組織份子，創下長程狙擊的世界記錄[1]。
- Juba，在一些伊拉克武裝組織宣传录像中扮演重要角色的狙击手，在录像中共袭击37名美军士兵[2]，至今为止其存在性和真实身份未知。
- 克雷格·哈里遜（Craig Harrison），英国陆军骑兵队下士。2009年11月在阿富汗南部赫尔曼德省的穆萨堡山区，使用一支L115A3远程狙击步枪在2,475（1.538英里）外射杀两名塔利班武装份子，创下了新的長程狙擊世界記錄。[3]
- 克里斯·凱爾（Chris Kyle），美軍海豹部隊狙擊手，派駐伊拉克的期間創下美軍狙擊最多人記錄（官方記錄160人、個人宣稱255人），2013年遭有精神疾病的退伍同袍槍擊身亡[4]。
- 2017年6月，加拿大第2聯合特戰部隊（Joint Task Force 2）一名神槍手以TAC-50狙擊步槍在3,540（2.20英里）外的距離擊斃IS份子，子彈在空中約花了10秒的時間，狙擊手需要精準計算風速和地心引力等環境因素，是非常高難度的射擊。為現在最遠狙擊距離的世界紀錄[5]。

## 相關作品

### 電影
- 火戰士（1993）
- 大敵當前（2001）
- 鍋蓋頭（2005）
- 狙擊生死線（2007）
- 神鎗手（2009）
- 敵對空間（2011）
- 名偵探柯南：異次元的狙擊手（2014）
- 美國狙擊手（2015）
- 女狙击手（2015）
- 狙擊精英

## 外部連結
- UK shortlists sniper rifle candidates Jane's Defence Weekly, September 2006 （页面存档备份，存于）
- " SNIPERS, tireurs d'élite et armes de précision du monde " Editions Mission Spéciale Production - 2006 （页面存档备份，存于）
- HowStuffWorks: How Military Snipers Work （页面存档备份，存于）
- Snipercentral.com （页面存档备份，存于）
- Israeli Special Forces Snipers at isayeret.com
- Russian Snipers of the Great Patriotic War Including High Score lists by Christopher Eger, military historian